# Watinski Jogan
Der Watinski Jogan (russisch Ватинский Ёган) ist ein 593 km langer rechter Nebenfluss des Ob im Westsibirischen Tiefland (Russland).

## Flusslauf
Der Watinski Jogan entspringt etwa 65 km Luftlinie nördlich von Nischnewartowsk im nach dem nördlich fließenden Agan benannten Höhenzug Aganski Uwal, einem südlichen Ausläufer des Sibirischen Landrückens. Er fließt zunächst in südlicher, dann in südwestlicher Richtung, bis er sich im Mittellauf, nordöstlich der Stadt Megion, in überwiegend westnordwestliche Richtung, etwa parallel zum Ob, wendet. Dabei mäandriert er sehr stark, wodurch sich die Länge des Flusses von fast 600 km ergibt, obwohl Quelle und Mündung nur gut 100 km Luftlinie voneinander entfernt sind. Er mündet schließlich etwa 15 km südwestlich (flussaufwärts) der Stadt Langepas in den Ob. Gut 10 km oberhalb der Mündung zweigt nach rechts der Flussarm protoka Langepas ab, der unmittelbar an der nach ihm benannten Stadt vorbeifließt und etwa 30 km flussabwärts des Watinski-Jogan-Hauptarmes in den Ob mündet. Die Mündungsarme sind durch weitere Arme miteinander verbunden, deren Fließrichtung ja nach Wasserstand variieren kann, wie auch die der letzten Kilometer des Watinski Jogan selbst.
Das Einzugsgebiet des Flusses umfasst 3190 km². Der längste Nebenfluss ist der 87 km lange, von rechts in den Unterlauf mündende Kyrtyp-Jach.
Der Watinski Jogan durchfließt – auf seiner gesamten Länge auf dem Territorium des Autonomen Kreises der Chanten und Mansen/Jugra – vorwiegend stark sumpfiges Gebiet, das im Rahmen der Erkundung und Ausbeutung der westsibirischen Erdöl- und Erdgaslagerstätten erschlossen wurde, darunter im Bereich des Samotlorsees bei Nischnewartowsk, einige Kilometer südöstlich des Mittellaufes. Zwischen Ob und Watinski Jogan verlaufen die Eisenbahnstrecke und die Straße von Surgut und Nischnewartowsk, die den Fluss oberhalb seiner Mündung überqueren. Wenig östlich des Oberlaufes führen die Straße und eine Erdölpipeline von Raduschny nach Nischnewartowsk vorbei. Einzige Ortschaft in unmittelbarer Nähe des Flusses ist die Siedlung städtischen Typs Wyssoki im Stadtkreis Megion.